# صموئيل غاردنر
صموئيل غاردنر (بالإنجليزية: Samuel Gardner)‏ هو معلم موسيقى وملحن وعازف كمان أمريكي، ولد في 25 أغسطس 1891 في كروبيفنيتسكي في أوكرانيا، وتوفي في 23 يناير 1984 في نيويورك في الولايات المتحدة.

## وصلات خارجية
- صموئيل غاردنر على موقع ميوزك برينز (الإنجليزية)
- صموئيل غاردنر على موقع ديسكوغز (الإنجليزية)